# Flaga Dallas
Flaga miasta Dallas w stanie Teksas w obecnie obowiązującym wzorze została przyjęta 13 lutego 1967. Ma formę płata tkaniny, w którym górne pole barwy czerwonej oddziela od dolnego pola barwy błękitnej wąski (ok. 1/27 wysokości flagi) biały pas. Pośrodku flagi umieszczono dużą, białą gwiazdę pięciopromienna w którą wpisano pieczęć miejską Dallas.
W latach 1916–1967 obowiązywał inny wzór flagi. Nie miała ona kształtu prostokąta, lecz zwężała się od drzewca ku stronie swobodnej, miała też po stronie swobodnej wycięcie o trójkątnym kształcie. Barwy poprzedniej flagi również były czerwono-błękitne, lecz bez białego pasa, a zamiast pięcioramiennej gwiazdy pośrodku flagi widniał zarys granic stanu Teksas z zaznaczonym czarną gwiazdą pięcioramienną położeniem miasta Dallas.